# Осиновский, Семён Михайлович
Семён Михайлович (Соломон Менделеевич) Осиновский (укр. Семен Михайлович (Менделейович) Осиновський; род. 25 сентября 1960, Кара-Балта, Киргизская ССР) — советский, украинский и немецкий футболист и тренер, мастер спорта СССР (1990).

## Футбольная биография

### Карьера игрока
Заниматься футболом Осиновский начинал в ДЮСШ небольшого киргизского городка Кара-Балта, где его первым наставником стал Анатолий Калмыков. Позже продолжил обучение в ДЮСШ города Фрунзе у тренеров Михаила и Фёдора Карабаджаковых. После окончания спортшколы Осиновский стал игроком главной команды республики «Алги», в составе которой провёл почти семь лет. Наиболее успешным для футболиста и его команды выдался сезон 1978 года, в котором «Алга» стала победителем зонального турнира второй лиги, после чего обыграв в стыковых матчах команду «Спартак» Нальчик, получила право выступать в первой лиге. Но повысившись в классе, Осиновский с партнёрами выступили неудачно, заняв по итогам чемпионата последнее место и вынуждены были покинуть второй по значимости дивизион советского футбола. Летом 1979 года в составе сборной Киргизской ССР Осиновский принял участие в играх летней Спартакиады народов СССР.
1984 год Осиновский провёл в армейской команде из Таллина, после чего получил приглашение в симферопольскую «Таврию». В команде из Крыма, покинувшую в предыдущем сезоне первую лигу, дебютировал 30 марта 1985 года, в поединке против «Кривбасса», отличившись и своим первым голом за новую команду. Всего, по итогам первенства, за симферопольский коллектив нападающий сыграл 32 матча, в которых отличился 18 голами. Больше в команде забил только Владимир Науменко, с 29 голами ставший лучшим бомбардиром первенства, в котором «Таврия» финишировала на 1 месте, став чемпионом республики. Но в переходном турнире крымчане заняли 2 место, на три очка отстав от победителя — команды «Ростсельмаш». В следующем сезоне коллектив возглавил Анатолий Полосин, но и при новом наставнике Осиновский продолжал оставаться игроком основного состава команды, занявшей по итогам первенства второе место. Сезон 1987 года для Осиновского стал одним из самых успешных в его игровой карьере. «Таврия», возглавляемая очередным наставником, заслуженным тренером СССР Вячеславом Соловьёвым, сумела пробиться в первую лигу. Одержав уверенную победу в зональном первенстве, симферопольцы удачно сыграли и в переходном турнире. Так же успешно команда выступила и в розыгрыше Кубка СССР, остановившись за шаг от решающего матча. Наиболее драматично для «Таврии» складывался поединок 1/4 финала против харьковского «Металлиста», в котором победителя довелось определять в серии послематчевых пенальти. «Таврия» после ударов с одиннадцатиметровой отметки взяла верх — 3:2. Решающими стали третий удар с точки Семёна Осиновского и удачная игра голкипера таврийцев Бориса Белошапки. В матче 1/2 финала против минского «Динамо» (в котором Семён вышел в стартовом составе), симферопольцы уступили будущему обладателю трофея со счётом 0:2. По завершении сезона, сыгравший за «Таврию» в чемпионате 41 матч, Осиновский покидает команду, возвратившись в Киргизскую ССР, где ещё на протяжении трёх лет выступал за фрунзенскую «Алгу».
В 1991 году, опытный полузащитник сыграл пару матчей за второлиговый «Достук», затем перешёл в российский клуб АПК из города Азов, где и завершил игровую карьеру. Спустя несколько лет, уже будучи главным тренером команды первой лиги Украины «Днепр» (Черкассы), в сезоне 1994/95, Осиновский сыграл в выездном поединке против северодонецкого «Химика» и домашнем матче с кременчугским «Нефтехимиком».

### Карьера тренера
Самостоятельную тренерскую карьеру Осиновский начинал в черкасском «Днепре». Во втором чемпионате Украины принял клуб, покинувший в предыдущем сезоне первую лигу и уже в своём первом сезоне на посту главного тренера возвратил команде прописку во втором по силе украинском дивизионе. Сезон 1993/94 подопечные Осиновского также провели довольно уверенно, на протяжении чемпионата находясь в верхней части турнирной таблицы, в итоге финишировав на 6-м месте. Но уже в следующем первенстве у команды начались серьёзные игровые проблемы. Сказывалось слабое финансирование, нехватка квалифицированных исполнителей. В двух поединках главному тренеру довелось и самому выходить на футбольное поле в качестве игрока.
После 11 стартовых матчей сезона 1995/96 тренер покинул клуб, возглавив другую перволиговую команду — «Кристалл» Чортков, пригласив туда и ряд игроков из своей бывшей команды. Клуб из районного центра Тернопольской области являлся крепким середняком первенства, и в итоге финишировал на 10-й позиции. Летом 1996 года стал помощником, возглавившего «Прикарпатье» Бориса Стрельцова. Сезон 1996/1997 команда из Ивано-Франковска начала крайне неудачно, в пяти стартовых турах набрав лишь одно очко, после чего тренерский штаб подал в отставку. В 1997 году Осиновский вновь возглавил клуб из Черкасс, к тому времени получившего нового спонсора и сменившего название. На тренерском мостике ФК «Черкассы» Семён Михайлович провёл полтора года, подняв команду в сезоне 1997/98 на седьмое место. После четырёх стартовых матчей следующего сезона в августе 1998 года наставник вместе со своим помощником, заслуженным тренером РСФСР Борисом Стрельцовым, покинул команду, откликнувшись на возможность потренировать зарубежный клуб — «Аль-Иттихад», представлявший элитный дивизион Ливии. В футбольном клубе из Триполи Осиновский проработал до конца года, после чего возвратился на Украину и вскоре возглавил «Кремень», который после первой части чемпионата занимал последнее, двадцатое место в турнире первой лиги. С приходом нового наставника клуб из Кременчуга заиграл более уверенно, одержав во втором круге ряд побед, но всё же вытащить команду из зоны вылета тренеру не удалось. Заняв в итоге 17-е место, коллектив понизился в классе. Следующий сезон подопечные Осиновского провели во второй лиге, где финишировали на 6-м месте в своей зоне.
В сезоне 2001/2002 Осиновский возглавлял вторую команду полтавской «Ворсклы», составленную из молодых игроков и выступавшую во второй лиге. По окончании чемпионата стал у руля команды первой лиги «Полесье» Житомир, но после семи стартовых туров сезона 2002/2003 оставил свой пост.
В 2003 году Осиновский покинул Украину, перебравшись на постоянное место жительства в Германию, где стал тренером в любительском клубе «Нюрнберг».

## Достижения

### Как игрока
- Полуфиналист Кубка СССР: 1986/1987
- Чемпион Украинской ССР: 1985, 1987
- Победитель второй лиги СССР: 1978

### Как тренера
- Победитель второй лиги Украины: 1992/93